# Союз писателей Латвии
Сою́з писа́телей Латвии (СПЛ; латыш. Latvijas rakstnieku savienība) — объединение поэтов, прозаиков, драматургов, переводчиков, литературных критиков и литературоведов Латвии, живущих в Латвии и за рубежом, пишущих по-латышски и по-русски. Создано после присоединения Латвии к СССР по модели Союза советских писателей и финансировалось из Литературного фонда СССР. В настоящий момент насчитывает 274 члена союза.
С 1992 года СПЛ — член Европейской конфедерации организаций писателей European Writers’ Congress. Он также входит в Совет писателей и переводчиков балтийских стран и в Совет писателей и переводчиков трёх морей.
Союзом руководят председатель, правление и ревизионная комиссия, избираемые общим собранием тайным голосованием. Собрания проводятся ежегодно. В настоящее время председатель СПЛ — Арно Юндзе. Финансирование союза производится за счет членских взносов (15 евро в год для всех, 7.50 для пенсионеров, после 80 лет писатели освобождены от уплаты взносов), грантов Министерства культуры Латвии, Фонда культурного капитала и привлеченных фондов.
Союз издавал еженедельную газету «Literatūra un māksla», литературные журналы «Karogs», «Даугава», детский журнал «Ezis». В настоящее время издает ежемесячную газету «KonTEKSTS».

## История
Союз советских писателей Латвийской ССР был создан 26 октября 1940 года, поначалу как отделение для поддержки литературы и творческой деятельности. Учреждению союза предшествовало создание организационной комиссии при ЦК Компартии Латвии (большевиков) под председательством Яниса Ниедре. В составе комиссии были также Вилис Лацис и Жанис Спуре, секретарём комиссии был Янис Грантс, разработавший проект устава на основе соответствующих профессиональных и идеологических документов Союза советских писателей. Он также разработал Декларацию писателей, которую и подписали 26 октября 1940 года 13 учредителей — помимо членов оргкомиссии, Андрейс Балодис, Арвид Григулис, Юлий Лацис, Индрикис Леманис, Валдис Лукс, Янис Плаудис, Рута Скуиня, Андрей Упит, Юлий Ванагс, Павилс Вилипс. Позже к ним присоединились несколько классиков латышской литературы — Петерис Эрманис, Карлис Скалбе, Мартиньш Зивертс.
Был восстановлен ликвидированный при Улманисе профсоюз писателей и журналистов.
Первая конференция Союза советских писателей Латвийской ССР прошла в Риге, в здании Большой гильдии, 14-16 июня 1941 года. По предложению секретаря Союза советских писателей СССР Александра Фадеева конференция была преобразована в съезд, в нем участвовали представители писательских организаций других советских республик. На конгрессе ведущим творческим методом был провозглашён социалистический реализм, а писатель был определён как инженер человеческих душ (выражение Юрия Олеши, которое цитировал Сталин). Созданная организация получила название Союза советских писателей Латвийской ССР, был принят устав и избраны руководители и ревизионная комиссия. Первым секретарём союза был избран Андрей Упит, остававшийся на этой должности до 1950 года и на III конгрессе союза, 5 июня 1954 года, переизбранный на должность почётного председателя пожизненно.
В 1987—1988 годах Союз советских писателей Латвийской ССР стал инициатором движения за восстановление независимости Латвии. Его председатель, поэт Янис Петерс был организатором исторического Пленума творческих союзов 1-2 июня 1988 года, который дал старт созданию Народного фронта Латвии.
В 1989 году Союз советских писателей Латвийской ССР отделился от Союза советских писателей.
В 2005 году был перерегистрирован как общественная организация Латвии, приняв свой устав и название — Союз писателей Латвии (латыш. Latvijas rakstnieku savienība).

## Штаб-квартиры
Первое помещение Союзу советских писателей Латвийской ССР было предоставлено в Риге, на ул. Карла Маркса, 6 (ныне улица Гертрудес). В марте 1941 года Союз переехал в здание на ул. Эд. Вейденбаума, 4 (ныне Базницас). После войны ему был предоставлен национализированный дом Беньяминов на ул. Кришьяня Барона, 12.
В послевоенные годы у Союза советских писателей появился Дом творчества в Дубулты (Юрмала), собственная поликлиника. В 1970 году в Доме творчества появился новый корпус, благодаря чему его вместимость значительно возросла. 
После денационализации дома Беньяминов Союз писателей приобрёл дом на улице Куршу, 24, здание сдаётся в аренду. По адресу ул. Александра Чака 37 располагаются правление и администрация Союза писателей; .

## Поддержка писателей

### В советской Латвии
В советской Латвии латышская литература пользовалась поддержкой государства через латвийское отделение Литфонда СССР. Как отмечает современная исследовательница Агия Абике-Кондрате, статус советского литератора и художника предусматривал совершенно реальные, широкие возможности и преимущества, а также материальное благополучие. Члены творческих союзов при необходимости получали бесплатную, индивидуальную и персонифицированную медицинскую помощь, возможность бесплатно проводить творческий отпуск в каком-то из домов отдыха СССР или Латвийской ССР, профессионально совершенствоваться, претендовать на пособия, займы, материальную помощь для себя и родных, получение жилья и автомобиля.

### В независимой Латвии
После восстановления независимости Латвии работа Литфонда прекратилась, как и отчисления от издательств на его пополнение.
Литераторы могли претендовать на разовую помощь от государства, однако она была незначительной. Так, в 2003 году Марис Чаклайс за работу над книгой «Жизнь как приключение» за третий квартал получил 300 латов, аналогичные пособия получили другие писатели и переводчики. На гонорарный фонд литературного журнала «Карогс» государство выделило 6000 латов.
С 1 февраля 2018 года начала действовать программа Фонда культурного капитала «Поддержка творческих людей», предусматривающая выплату стипендии в размере установленной в государстве минимальной зарплаты (на 2018 год 430 евро) лицам, не достигшим пенсионного возраста (63 года) и за последние три месяца перед подачей заявки имевшим совокупный доход не более 967,50 евро (322,50 евро в месяц, или не более 75 % от минимальной зарплаты). Стипендия выплачивается максимально 6 месяцев, ее общая сумма составляет 2580 евро до уплаты налогов.
Также предусмотрена поддержка на случай болезни в размере до 215 евро максимум на 10 дней.
Пенсионерам может быть оказана материальная помощь на необходимое лечение и оплату коммунальных услуг в размере 430 евро в месяц не более 3 месяцев, или суммарно 1290 евро.